# 一柱齿唇兰
一柱齿唇兰（学名：Anoectochilus tortus）是兰科开唇兰属的植物。分布于不丹、泰国以及中国大陆的西藏、云南、广西等地，生长于海拔480米至1,250米的地区，一般生长在山坡、沟谷密林下地上及岩石上覆土中。